# Wolfe City (Texas)
Wolfe City es una ciudad ubicada en el condado de Hunt en el estado estadounidense de Texas. En el Censo de 2010 tenía una población de 1412 habitantes y una densidad poblacional de 355,86 personas por km².

## Geografía
Wolfe City se encuentra ubicada en las coordenadas 33°22′13″N 96°4′5″O / 33.37028, -96.06806. Según la Oficina del Censo de los Estados Unidos, Wolfe City tiene una superficie total de 3.97 km², de la cual 3.67 km² corresponden a tierra firme y (7.57%) 0.3 km² es agua.

## Demografía
Según el censo de 2010, había 1412 personas residiendo en Wolfe City. La densidad de población era de 355,86 hab./km². De los 1412 habitantes, Wolfe City estaba compuesto por el 78.9% blancos, el 13.03% eran afroamericanos, el 1.77% eran amerindios, el 0.28% eran asiáticos, el 0.21% eran isleños del Pacífico, el 2.76% eran de otras razas y el 3.05% pertenecían a dos o más razas. Del total de la población el 8.64% eran hispanos o latinos de cualquier raza.